# Dead Poets Society
Dead Poets Society (tạm dịch: Hội cố thi nhân) là một bộ phim teen Mỹ ra mắt năm 1989 của đạo diễn Peter Weir, được viết bởi Tom Schulman, và có sự tham gia của Robin Williams. Lấy bối cảnh vào năm 1959 tại học viện nội trú bảo thủ Walton Academy tại Vermont, câu chuyện kể về một giáo viên tiếng Anh truyền cảm hứng cho các học sinh của mình bằng một góc nhìn khác về kiến thức và cảm xúc đích thực thông qua việc dạy thơ.

## Cốt truyện
Mùa thu năm 1959, cậu bé nhút nhát Todd Anderson đã được gửi đến trường nơi người anh trai nổi tiếng của anh là thủ khoa và bắt đầu những năm cuối cấp của trung học tại Welton Academy, một trường ưu tú dự bị đại học cho các học sinh nam. Anh được chỉ định là một trong những học sinh triển vọng nhất của Học viện Welton, Neil Perry, là bạn cùng phòng của anh và nhanh chóng họ trở thành bạn bè bao gồm: Charlie Dalton, Knox Overstreet, Richard Cameron, Stephen Meek và Gerard Pitts.
Vào ngày đầu tiên đến lớp, họ ngạc nhiên về phương pháp giảng dạy không chính thống của giáo viên ngữ văn mới đến John Keating, một cựu sinh viên xứ Wales, người khuyến khích các học sinh của mình "làm cho cuộc sống trở nên phi thường", một tình cảm mà ông tóm tắt bằng biểu thức tiếng Latinh carpe diem nghĩa là "sống hết mình."
Các bài học tiếp theo bao gồm việc họ thay phiên nhau đứng trên bàn học của mình để thể hiện cách nhìn cuộc sống theo một cách khác, xé phần giới thiệu các tập thơ của họ - phần giải thích một công thức toán học được sử dụng để đánh giá thơ và mời họ đi bộ theo phong cách riêng của họ trong sân trường để khuyến khích họ tự tin. Ông sử dụng các phương pháp không chính thống để tiếp cận với các học sinh của mình, những người phải đối mặt với áp lực rất lớn từ phụ huynh và nhà trường. Phương pháp của ông thu hút sự chú ý của hiệu trưởng nghiêm ngặt Gale Nolan.
Khi biết rằng Keating là thành viên của Dead Poets Society không được giải thích khi anh ở Welton, Neil khởi động lại câu lạc bộ và anh cùng bạn bè lẻn ra khỏi khuôn viên đến một hang động nơi họ đọc thơ, bao gồm cả các tác phẩm của riêng họ. Khi năm học tiến triển, các bài học của Keat và sự tham gia của họ với câu lạc bộ khuyến khích họ sống theo cách riêng của họ. Knox theo đuổi tình yêu với Chris Noel, một vận động viên cổ vũ hấp dẫn đang hẹn hò với Chet Danburry.
Neil phát hiện ra tình yêu diễn xuất của mình và được nhận vai Puck trong vở kịch địa phương của A Midsummer Night's Dream, mặc dù thực tế là người cha độc đoán của anh muốn anh ở Ivy League (và cuối cùng là trường y). Thầy Keating giúp Todd thoát ra khỏi vỏ bọc của mình và nhận ra tiềm năng của mình khi đưa anh ta qua một bài tập thể hiện bản thân, dẫn đến việc anh ta sáng tác một bài thơ một cách tự nhiên trước lớp.
Tuy nhiên, Charlie đưa mọi thứ đi quá xa khi anh xuất bản một bài báo trên tờ báo của trường với tên câu lạc bộ yêu cầu các cô gái được nhận vào Welton. Hiệu trưởng Nolan bắt Charlie để ép buộc anh ta tiết lộ những người khác trong Hội, nhưng anh ta vẫn khuất phục, Nolan cũng nói chuyện với Keating, cảnh báo ông rằng không nên khuyến khích học sinh của mình hỏi thẩm quyền. Keating không khuyên nhủ các chàng trai (theo cách của ông), chỉ cảnh báo tất cả các hậu quả.
Cha của Neil phát hiện ra sự tham gia của con trai mình vào vở kịch và buộc anh phải bỏ cuộc ngay trước buổi biểu diễn mở màn. Bị thất vọng, Neil tìm đến Keating, ông khuyên anh nên đứng vững và chứng minh với cha mình rằng tình yêu diễn xuất của anh là điều anh nghiêm túc. Sau đó cha của Neil bất ngờ xuất hiện tại buổi biểu diễn, ông đưa Neil về nhà và nói rằng anh ta đã rút khỏi Welton, chỉ để được ghi danh vào một học viện quân sự để chuẩn bị cho anh ta đến Harvard để anh ta sẽ trở thành một bác sĩ. Không thể tìm thấy sự can đảm để đứng lên phản đối với cha mình, và không có bất kỳ sự hỗ trợ nào từ người mẹ của mình, Neil quẫn trí tự tử.
Nolan điều tra cái chết của Neil theo yêu cầu của gia đình Neil Perry. Richard Cameron đổ lỗi cho cái chết của Neil về phía Keating để thoát khỏi sự trừng phạt vì sự tham gia của chính anh vào Hội, và gọi tên các thành viên khác. Đối mặt với Charlie trong phòng, Cameron kêu gọi những người bạn còn lại hãy để Keating rời đi vào mùa thu. Charlie đấm Cameron và sau đó bị đuổi học. Mỗi học sinh được gọi đến văn phòng của Nolan để ký một bức thư chứng thực sự thật về những cáo buộc của Cameron, mặc dù họ biết rằng điều đó không đúng. Khi đến lượt của Todd, anh ta miễn cưỡng ký, nhưng sau đó thấy rằng những người khác đã tuân thủ và chịu đựng áp lực của cha mẹ anh ta.
Trong cảnh cuối cùng của bộ phim, Keating bị sa thải và Nolan (người dạy ngữ văn tại Welton trước khi trở thành hiệu trưởng) tiếp quản việc dạy lớp, với mục đích tuân thủ các quy tắc truyền thống của trường. Lớp học bị gián đoạn khi Keating quay trở lại lớp học để lấy đồ đạc còn sót lại của mình. Khi Keating rời đi, các học sinh cũ của ông là Todd, Pitts, Konx, và Meek thể hiện lòng trung thành của họ lần nữa bằng cách đứng trên bàn của họ, quay sang ông và nói "Ôi Đội trưởng ơi, đội trưởng của tôi ơi." trước sự giận dữ của Nolan và sự ngạc nhiên thú vị của Keating. Cảm động trước cử chỉ này, Keating tự hào cảm ơn các chàng trai và tạm biệt.

## Thủ vai
- Robin Williams trong vai Thầy giáo John Keating
- Ethan Hawke trong vai Todd Anderson
- Robert Sean Leonard trong vai Neil Perry
- Josh Charles trong vai Knox Overstreet
- Dylan Kussman trong vai Richard Cameron
- Norman Lloyd trong vao Hiệu trưởng Gale Nolan
- Kurtwood Smith trong vai Thomas Perry
- Gale Hansen trong vai Charlie Dalton
- James Waterston trong vai Gerard Pitts
- Allelon Ruggiero trong vai Steven Meek
- Powers Powers trong vai Chris Noel
- Leon Pownall trong vai George McAllister, giáo viên dạy Latin
- George Martin trong vao Tiến sĩ Hager, giáo viên dạy toán
- Jane Moore trong vai bà Danburry
- Kevin Cooney trong vai Joe Danburry
- Colin Irving trong vai Chet Danburry
- Matt Carey trong vai Kurt Hopkins
- John Cickyham trong vai ông Anderson
- Lara Flynn Boyle trong vai Ginny Danburry

## Các trích dẫn trong phim
Trong tiểu thuyết và phim chuyển thể sử dụng một vài đoạn trích dẫn từ các nhà thơ, nhà văn:
- Henry David Thoreau (1817-1862) viết trong cuốn sách Walden (Một mình sống trong Rừng)

Tôi đi vào rừng bởi vì tôi muốn sống thong dong, 

chỉ đối diện với những sự kiện tinh tuý nhất của cuộc sống, 

và xem thử tôi có thể học được những gì nó phải dạy cho tôi hay không, 

và không để đến khi tôi gần chết mới khám phá rằng mình chưa hề sống.
I went to the woods because I wished to live deliberately,

I wanted to live deep and suck out all the marrow of life,

To put to rout all that was not life and not when I had come to die

Discover that I had not lived.
- Walt Whitman (1819-1892) đã viết như tác phẩm chính của mình tuyển tập thơ Grashalmen (tạm dịch: Lá cỏ). Bài thơ thứ 166, thầy giáo Keating nhấn mạnh sự cần thiết của cái đẹp, tình yêu và thơ ca:

ÔI TÔI! Ôi cuộc sống!... về những câu hỏi của những lần tái diễn này; 

Trong số những chuyến tàu bất tận của những người vô tín - của những thành phố chứa đầy sự ngu ngốc; 

[...]

Câu hỏi, hỡi tôi! buồn quá, tái diễn - Có gì hay giữa những điều này, hỡi tôi, hỡi cuộc đời?

Câu trả lời.

Rằng bạn đang ở đây - rằng cuộc sống tồn tại và bản sắc; 

Trò chơi mạnh mẽ đó tiếp tục, và bạn có thể đóng góp một đoạn.
O me! O life! of the question of these recurring,

Of the endless trains of the faithless,

Of cities fill’d with the foolish,

[…]

The question, O me! so sad, recurring –

What good amid these, O me O life?

Answer

That you are here – that life exists

 and identity,

That the powerful play goes on,

 and you may contribute a verse.
- Với tiêu đề của một bài thơ ẩn dụ khác của Whitman liên quan đến cái chết của Abraham Lincoln, được đề cập nhiều lần:

Ôi thuyền trưởng của tôi! Thuyền trưởng của tôi ơi!
O Captain! My Captain!

## Sản xuất

### Mô hình chuyển thể
Năm 1989, Tom Schulman, một nhà biên kịch, đã viết kịch bản cho bộ phim. Ông được truyền cảm hứng từ những ngày đi học tại Học viện Montgomery Bell bảo thủ, nơi cung cấp hình mẫu cho Học viện Welton. Sự nhiệt tình của giáo viên tiếng Anh Sam Pickering của ông đã dẫn đến thiết kế nhân vật giáo viên hư cấu John Keating. Trong thời gian Schulman ở Học viện, tuy nhiên, không có câu lạc bộ này hay người tự sát (trong phim). Một người bạn cùng lớp của Tom Schulman là Greenfield Pitts, đã trở thành cái tên cho sinh viên Gerard Pitts trong bộ phim. 

### Sự khác biệt trong phim
Trong khi cuốn sách tập trung vào nhân vật Neil Perry và Todd Anderson giống nhau, thì chuyển thể trong phim Neil rõ ràng đóng vai trò chính. Bộ phim kể chi tiết câu chuyện của anh ấy (tái lập câu lạc bộ như một thế giới đối nghịch sáng tạo với những bài học ở trường ngu ngốc, đóng vai trò thay đổi tự do về vai trò và hành động giải phóng nhằm chống lại người cha; tự tử như một lối thoát khỏi tù nhân tù đày của cha mẹ). Phát triển nội tâm, mặt khác, ít được nhấn mạnh trong phim. Bộ phim gợi ý rằng cuối cùng, Todd sẽ ký vào bản tuyên bố được thực hiện trước về tội lỗi duy nhất của Keating. Tuy nhiên, trong cuốn sách, ông là người duy nhất từ chối ký và không tránh những xung đột phát sinh. Không phải ngẫu nhiên mà anh cũng là người đầu tiên biết ơn, kiên định và đủ dũng cảm để trả cho thầy Keating một vinh dự cuối cùng khi anh nói lời tạm biệt với tiếng kêu "Đội trưởng ơi, thuyền trưởng của tôi!" Và trèo lên chiếc bàn của ông. Do đó, việc phát triển thành một người có tư duy và hành động độc lập, mục tiêu giảng dạy chính của Keating, thậm chí còn thành công hơn so với Todd và Neil.

## Đánh giá
Chủ đề trung tâm của bộ phim là cuộc xung đột giữa ban giám hiệu nhà trường bảo thủ và các chàng trai phấn đấu phát triển bản thân.
Các ý tưởng hướng dẫn của truyền thống trường nội trú Welton: "danh dự, kỷ luật, thành tích" (trong nguyên bản: "truyền thống, danh dự, kỷ luật, ưu tú") và thực hiện của họ sẽ dẫn dắt các học sinh đến thành công chuyên nghiệp và đưa họ vào tinh hoa sắp tới. Điều này được thực hiện thông qua một chương trình giảng dạy nghiêm ngặt, yêu cầu cao, các biện pháp trừng phạt cứng rắn trong trường hợp từ chối và can thiệp mạnh mẽ từ phụ huynh và giáo viên khi chọn môn học. Trường học thành công, điều này được phản ánh trong thực tế là một tỷ lệ lớn sinh viên sau này học tại các trường đại học Ivy League. Dưới đây chống lại những lời chỉ trích sẽ chỉ diễn ra trong bí mật, nơi những ý tưởng trung tâm của trường trong những học sinh để trò hề, ghê tởm, suy đồi, thờ ơ (trò hề, kinh dị, suy đồi, phân) được châm biếm và Welton Academy với biệt danh Hellton Academy (Engl. Học viện Địa ngục).
Mô hình này phá vỡ Keating, người muốn làm cho các sinh viên của mình suy nghĩ độc lập và dạy họ đọc thơ như một biểu hiện của cá tính của họ. Ông khuyến khích họ, mỗi ngày trong cuộc đời ngắn ngủi, ngắn ngủi của họ theo nghĩa của phương châm Horacian Carpe diem! để sử dụng. Học sinh bắt đầu đặt câu hỏi về sự vâng lời nghiêm ngặt của họ, điều này cuối cùng dẫn đến xung đột với ban giám hiệu nhà trường.

### Tiếp nhận
Sau cái chết của nam diễn viên Robin Williams vào tháng 8 năm 2014, người hâm mộ tác phẩm của ông đã sử dụng phương tiện truyền thông xã hội để bày tỏ sự kính trọng với ông bằng hình ảnh và video tái hiện của phim Dead Poets Society: "Thuyền trưởng! Thuyền trưởng của tôi!"

## Giải thưởng
Bộ phim giành được Giải BAFTA cho phim hay nhất, các Giải César cho phim nước ngoài hay nhất và giải thưởng David di Donatello cho Phim nước ngoài xuất sắc nhất. Schulman đã nhận được một giải thưởng Hàn lâm cho kịch bản gốc hay nhất cho tác phẩm của mình.